# 野口援太郎

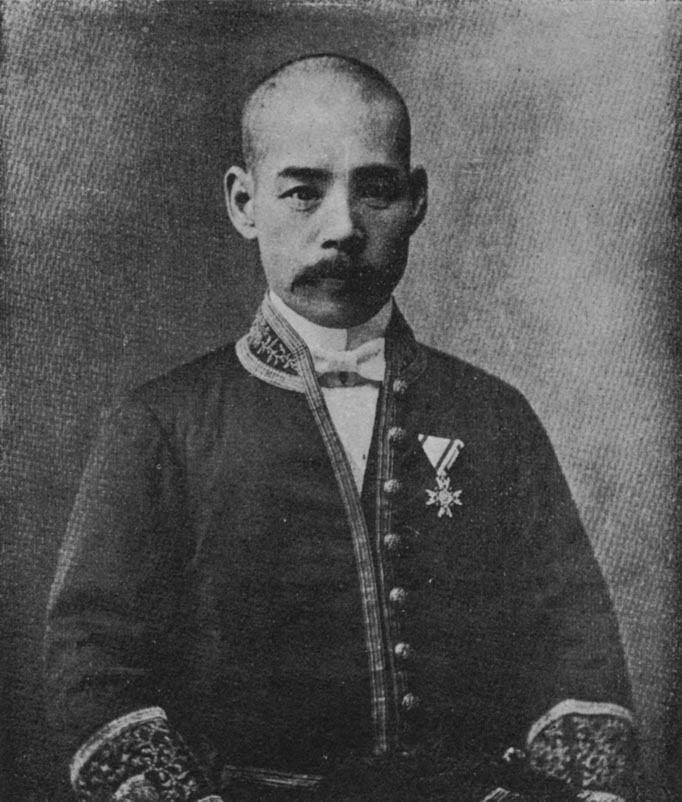
野口援太郎

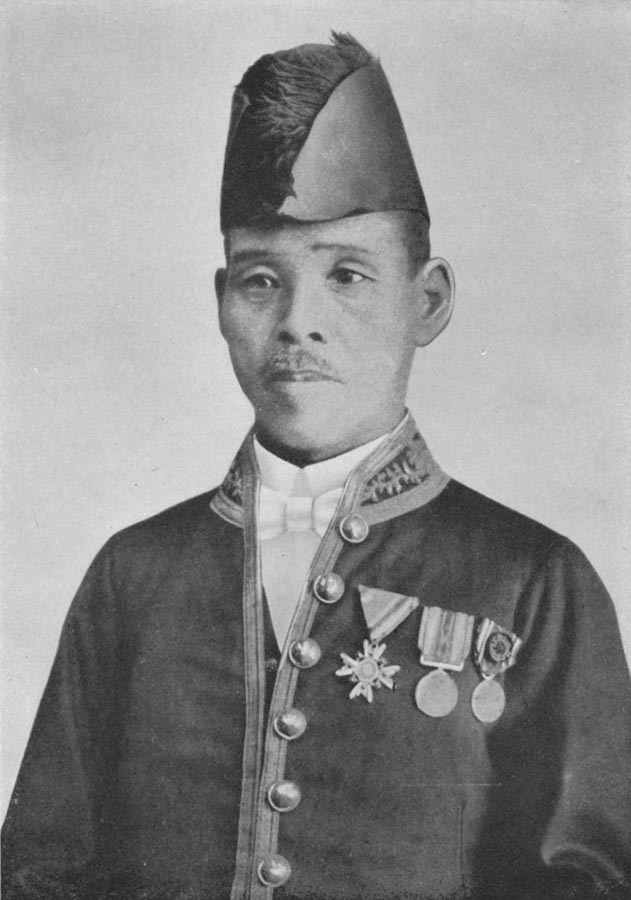
野口援太郎

野口 援太郎（のぐち えんたろう、1868年11月2日（明治元年9月18日） - 1941年（昭和16年）1月11日）は、日本の教育者。

## 来歴
明治元年（1868年）生まれ。筑前国鞍手郡木屋瀬村（現・福岡県北九州市八幡西区木屋瀬）出身。実家は長崎街道木屋瀬宿の人馬問屋場役を務めており、今も生家が残っている。東京高等師範学校卒。明治34年（1901）姫路師範学校の初代校長となる。
大正デモクラシーを背景に自由主義教育を唱え、大正13年（1924年）に「池袋児童の村小学校」を設立。児童中心主義に立ち、教科や時間割の枠にとらわれず、子どもと教師の生活共同体的な学びの場を目指した。池袋児童の村小学校は、昭和11年（1936年）には母体である教育の世紀社の経営が苦境に陥り、閉鎖を余儀なくされた。この小学校の中学部としてスタートした学校が城西学園となった。
昭和16年（1941年）死去。

## 著作
- 「師範学校の変遷」（国民教育奨励会編纂 『教育五十年史』 民友社、1922年10月 ／ 国書刊行会〈明治教育古典叢書〉、1981年4月 ／ 日本図書センター、1982年1月）
- 『野口援太郎著作集』 全6巻、学術出版会〈学術著作集ライブラリー〉、2009年9月、ISBN 9784284101820

著書
- 『教科用書 福岡県史談』 林十治郎共著、教育書房、1898年
- 『自由教育と小学校教具』 集成社、1921年10月
- 『新教育の原理としての自然と理性』 聚芳閣、1926年10月
- 『高等小学校の研究』 帝国教育会、1926年11月 ／ 日本図書センター〈教育名著叢書〉、1982年1月
- 『教育者の典型滝沢菊太郎』 滝沢菊太郎翁伝記発行所、1934年
  - 『滝沢菊太郎先生』 東京府立師範学校同窓会、1936年11月
  - 『教育者の典型瀧沢菊太郎 瀧沢菊太郎先生』 瀧沢先生祝賀会共著、大空社〈伝記叢書〉、1988年3月、ISBN 4872363329
- 『私の教育思想と其実際』 木犀会、1935年10月
- 『教育的国史観』 明治図書出版、1937年5月
- 『人生と教育の真諦』 明治図書出版、1937年6月
- 『健康長寿の道』 1937年11月
  - 『健康生活の工夫』 風俗社、1941年4月
- 『先づ教育を革新せよ : 日本国民に告ぐ』 平凡社、1938年8月

訳書
- 『倫理学精義』 冨山房、1901年7月
- 『教育小説 サンファミーユ』 目黒書店、1914年7月
- 『新心理学』 三浦関造共訳、教育の世紀社、1924年12月
- 『労作教育 活動学校』 新教育協会、1933年6月

編書
- 『修吾全集 上巻』 隆文館、1922年4月

## 関連文献
- 大日本学術協会編修 『日本現代教育学大系 第十二巻 乙竹岩造氏教育学 篠原助市氏教育学 日田権一氏教育学 野口援太郎氏教育学』 モナス、1927年9月 ／ 日本図書センター、1989年11月、ISBN 4820584766
- 『城西思藻』第16号（野口援太郎先生追悼号）、城西学園中学校、1941年5月
- 『野口援太郎先生小伝』 野口先生建碑会、1942年9月 ／ 大空社〈伝記叢書〉、1987年9月、ISBN 4872363078
- 「野口援太郎先生」（三先生言行録刊行会編 『三人の先生』 三先生言行録刊行会、1955年3月）
- 野口援太郎伝記編集委員会著 『現代教育に生きる 野口援太郎』 白鷺会、1971年3月
- 大井令雄著 『日本の「新教育」思想 : 野口援太郎を中心に』 勁草書房、1984年4月
- 民間教育史料研究会編 『教育の世紀社の総合的研究』 一光社、1984年10月
- 中野光 「『帝国教育』解説 : 大正デモクラシーと帝国教育会」（『帝国教育』復刻版刊行委員会編 『帝国教育 「総目次・解説」 中』 雄松堂出版、1990年8月、ISBN 4841901019）
  - 「帝国教育会の歩み : 『帝国教育』を読む」（中野光著 『中野光教育研究著作選集 第3巻 戦間期教育への史的接近』 EXP、2000年12月、ISBN 4901199064）
- 石橋哲成 「野口援太郎著作集 解説」（『野口援太郎著作集 第6巻』 学術出版会〈学術著作集ライブラリー〉、2009年9月、ISBN 9784284101882）

| 公職                         | 公職                                                             | 公職            |
| ---------------------------- | ---------------------------------------------------------------- | --------------- |
| 先代 （新設）                | 兵庫県姫路師範学校長 1901年 - 1919年 兵庫県第二師範学校長 1901年 | 次代 渡辺周太郎 |
| その他の役職                 |                                                                  |                 |
| 先代 城西実務学校長 新井博次 | 城西学園中学校長 1927年 - 1938年 城西学園長 1925年 - 1927年      | 次代 十倉精一   |
| 先代 児崎為槌                | 児崎高等女学校長 1928年 - 1931年                                 | 次代 渋谷近蔵   |